# Resolutie 2333 Veiligheidsraad Verenigde Naties
Resolutie 2333 van de Veiligheidsraad van de Verenigde Naties werd op 23 december 2016 aangenomen door de VN-Veiligheidsraad. Twaalf leden van de raad stemden voor; de overige drie, Frankrijk, Rusland en het Verenigd Koninkrijk, onthielden zich. Met deze resolutie verlengde de Veiligheidsraad de al dertien jaar durende vredesmacht in Liberia een laatste keer, tot eind maart 2018. Daarenboven werd het aantal militairen met twee derde en het aantal agenten met de helft teruggeschroefd.

## Standpunten
De Amerikaanse vertegenwoordiger zei dat de Liberiaanse overheid na twaalf jaar vrede nog zwak was en dat straffeloosheid en corruptie welig tierden. De VN-vredesmacht moest aanwezig blijven om de stembusgang te begeleiden. Ook Angola had om die reden en omdat Liberia om de verlenging vroeg voor gestemd.
Rusland daarentegen vond dat de veiligheidssituatie in Liberia stabiel was, dat de blauwhelmen niet meer nodig waren en dat de manschappen en middelen elders meer nodig waren. En indien nodig kon men nog altijd de snelle reactiemacht van de vredesmissie in buurland Ivoorkust inzetten. Ook Frankrijk vond het onnodig dat de militaire operatie werd voortgezet, en onthield zich omwille van dezelfde redenen.
De Britse vertegenwoordiger zei zich te hebben onthouden omdat de resolutie geen aanvaardbare terugtrekking van de vredesmacht voorstelde.
In Liberia zelf was niet iedereen ervan overtuigd dat het leger en de politie al klaar waren om in heel het land voor veiligheid te zorgen. Zo hadden een vrouwenbeweging en verschillende politieke partijen gevraagd dat de vredesmacht nog zeker tot na de verkiezingen zou blijven.

## Achtergrond
Na de hoogdagen onder het decennialange bestuur van William Tubman, die in 1971 overleed, greep Samuel Doe de macht. Zijn dictatoriale regime ontwrichtte de economie en er ontstonden rebellengroepen tegen zijn bewind, waaronder die van de latere president Charles Taylor. In 1989 leidde de situatie tot een burgeroorlog waarin de president vermoord werd. De oorlog bleef nog doorgaan tot 1996. Bij de verkiezingen in 1997 werd Charles Taylor verkozen en in 1999 ontstond opnieuw een burgeroorlog toen hem vijandige rebellengroepen delen van het land overnamen. Pas in 2003 kwam er een staakt-het-vuren en werden VN-troepen gestuurd. Taylor ging in ballingschap en de regering van zijn opvolger werd al snel vervangen door een overgangsregering. In 2005 volgden opnieuw verkiezingen en werd Ellen Johnson Sirleaf de nieuwe president. In 2011 werd ze herkozen voor een tweede ambtstermijn.

## Inhoud
Op 30 juni 2016 was de verantwoordelijkheid voor de veiligheid in Liberia overgedragen van de VN-vredesmacht naar 's lands eigen veiligheidsdiensten. Grondstoffen en grondbezit bleven een mogelijke bron voor conflict, en ook corruptie bleef de stabiliteit van de overheid bedreigen. Er moest verder samengewerkt worden met buurland Ivoorkust inzake de ontwapening van strijders aan beide kanten van de grens en de terugkeer van vluchtelingen.
In oktober 2017 waren presidents- en parlementsverkiezingen gepland. Ook stond een grondige herziening van de grondwet op de agenda. Andere prioriteiten moesten verzoening, economisch herstel en de strijd tegen corruptie zijn.
Het mandaat van de UNMIL-vredesmacht werd een laatste keer verlengd, tot 30 maart 2018. Het aantal militairen in Liberia werd van 1240 teruggebracht tot 434, en het aantal agenten van 606 tot 310. Secretaris-generaal António Guterres werd gevraagd te zorgen dat al het personeel tegen 30 april 2018 werd teruggetrokken. Ook werd hem gevraagd voor te stellen hoe de Verenigde Naties Liberia daarna verder zouden ondersteunen.
Lijst ·  2260 ·  2261 ·  2262 ·  2263 ·  2264 ·  2265 ·  2266 ·  2267 ·  2268 ·  2269 ·  2270 ·  2271 ·  2272 ·  2273 ·  2274 ·  2275 ·  2276 ·  2277 ·  2278 ·  2279 ·  2280 ·  2281 ·  2282 ·  2283 ·  2284 ·  2285 ·  2286 ·  2287 ·  2288 ·  2289 ·  2290 ·  2291 ·  2292 ·  2293 ·  2294 ·  2295 ·  2296 ·  2297 ·  2298 ·  2299 ·  2300 ·  2301 ·  2302 ·  2303 ·  2304 ·  2305 ·  2306 ·  2307 ·  2308 ·  2309 ·  2310 ·  2311 ·  2312 ·  2313 ·  2314 ·  2315 ·  2316 ·  2317 ·  2318 ·  2319 ·  2320 ·  2321 ·  2322 ·  2323 ·  2324 ·  2325 ·  2326 ·  2327 ·  2328 ·  2329 ·  2330 ·  2331 ·  2332 ·  2333 ·  2334 ·  2335 ·  2336